# لارس گرین
لارس گرین (سوئدی: Lars Green؛ زادهٔ ۳۰ نوامبر ۱۹۴۴) بازیگر اهل سوئد است.
از فیلم‌ها یا برنامه‌های تلویزیونی که وی در آن نقش داشته‌است می‌توان به گزارش به خداوند، نام رمز کک روژ، آوگوست استریندبری: یک عمر و جنتلمن اشاره کرد.